# 国領川
国領川（こくりょうがわ）は、愛媛県新居浜市のほぼ中心を南北に流れ瀬戸内海に注ぐ二級河川。上流部は足谷川（あしたにがわ）となり、さらに、最上流部は本谷川と名前が変わる。

## 地理
愛媛県新居浜市大永山の四国山地に源を発する。美しい渓谷として知られる別子ラインを北に流れ、新居浜平野を貫く。新居浜市清水町と新居浜市菊本町の境界より瀬戸内海に注ぐ。
最上流部は本谷川、上流部では足谷川と称し小女郎川を合流し、山深い四国山地を彩る渓谷美の別子ラインとして知られ、また同川水系唯一のダムである鹿森ダム（1962年竣工）による「別子の湖」を有する。山地を抜けた山根地区付近からは国領川として緩やかに蛇行しながら支流である種子川や市場川等と合流し川幅を広げ、郷山の麓からはさらに川幅を広げて真っ直ぐに海へと流れ出る。下流域の川幅の広さは平野部を東西に分け、西側は市の中心部である川西、東側は田園・住宅が広がる川東と呼ばれている。
古くから大雨などによって土手が決壊し多くの水害をもたらしたが、上流から土砂を運ぶことで肥沃な新居浜平野を育んできた。また水を吸い込みやすい地質であるので地下水の供給源ともなっていた。上流に鹿森ダムが出来てからは水量が減り、また上部地域でほぼ地下に染み込んでしまい下流ではほとんど水量がなく、晴天が続く時は干上がることもある。しかし台風接近時など大雨が降る時には鹿森ダムが放流され、濁流が河川敷を浸すほどにもなる。

## 利水施設および支流
- 本谷川←土山谷川
- 足谷川←西鈴尾川←中鈴尾川・東鈴尾川
- 足谷川←小女郎川（こじょろがわ）←寛永谷川・唐谷川・柳谷川
- 鹿森ダム（愛媛県新居浜市立川町）
- 足谷川（別子ライン）
- 国領川←種子川（たねがわ）←西谷川←魔戸の滝
- 国領川←市場川←真谷川

## 流域の観光地
- 国領川緑地（愛媛県新居浜市）

河口付近の川幅は300メートルを超えて河川敷が運動公園として広く市民に開放され、また土手沿いに桜が植えられて春を彩っている。夏にはその広さを活かしてにいはま納涼花火大会が、秋には地場特産の里芋を味わういもだきが行われている。

## ギャラリー

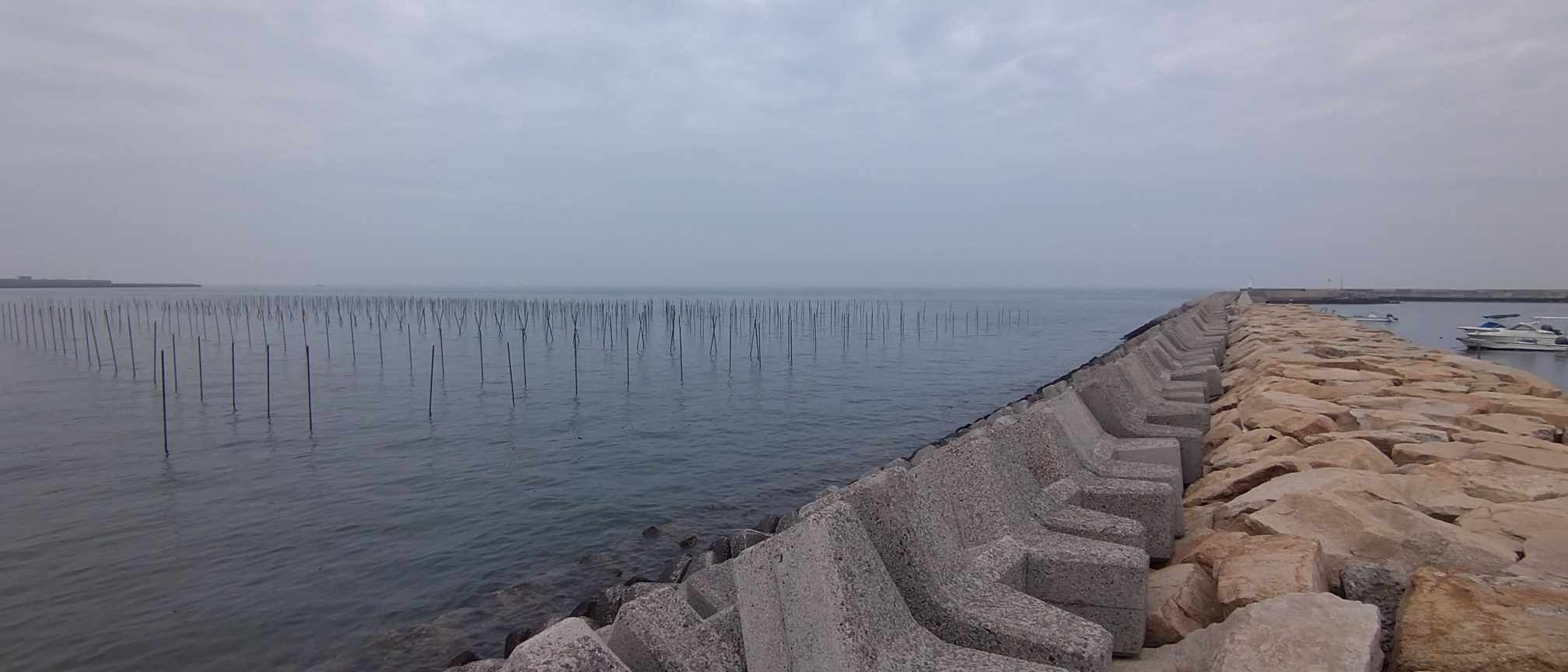
国領川河口
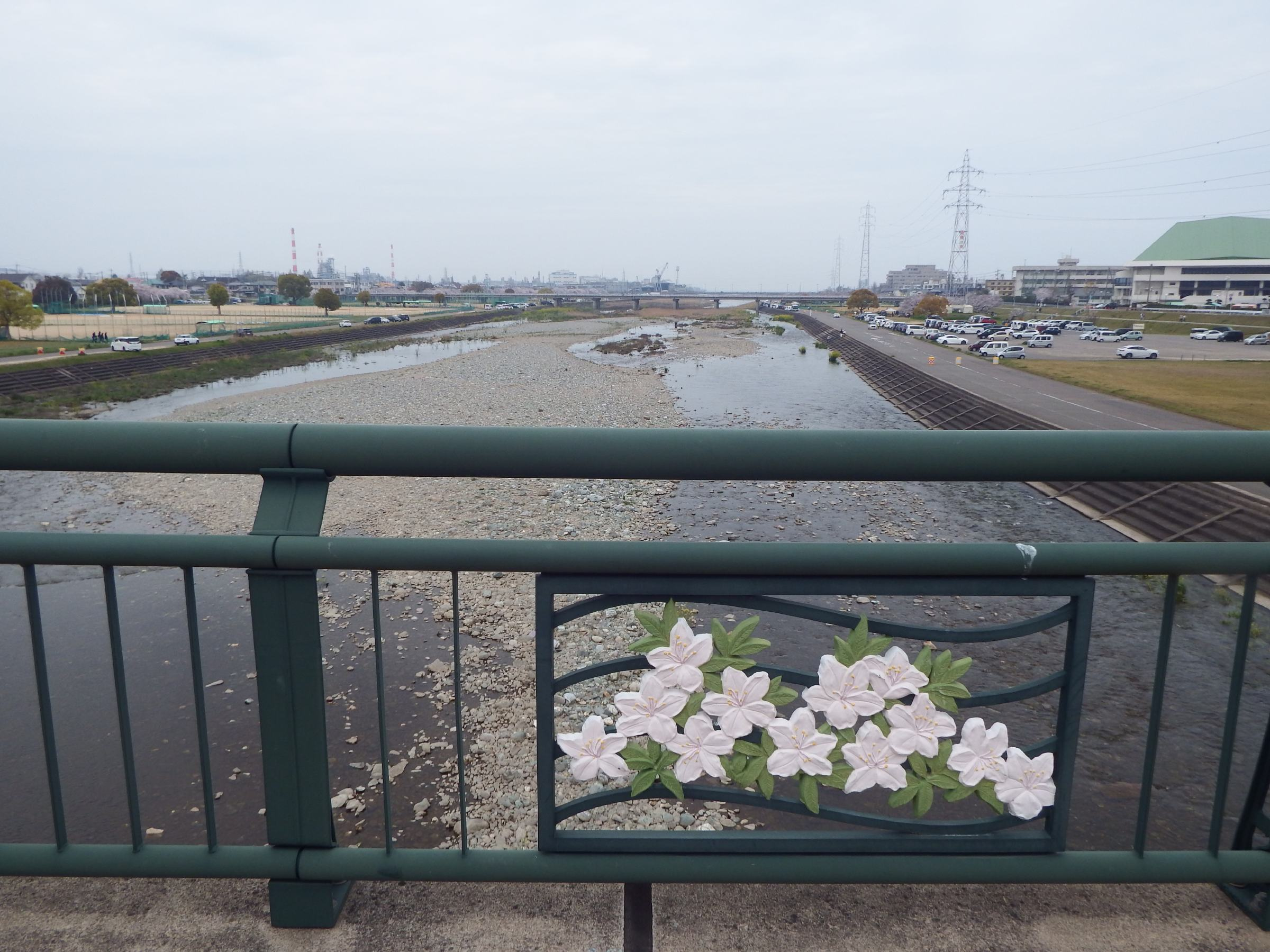
平形橋より下流を望む
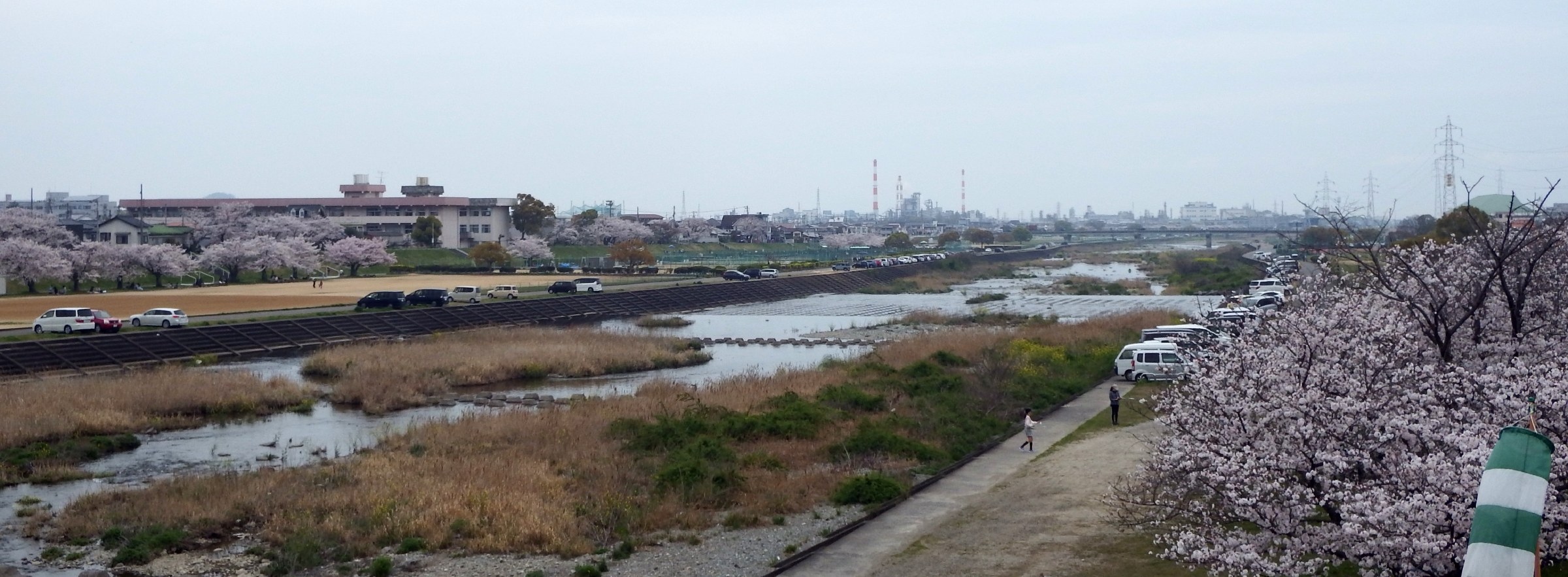
城下橋より下流を望む
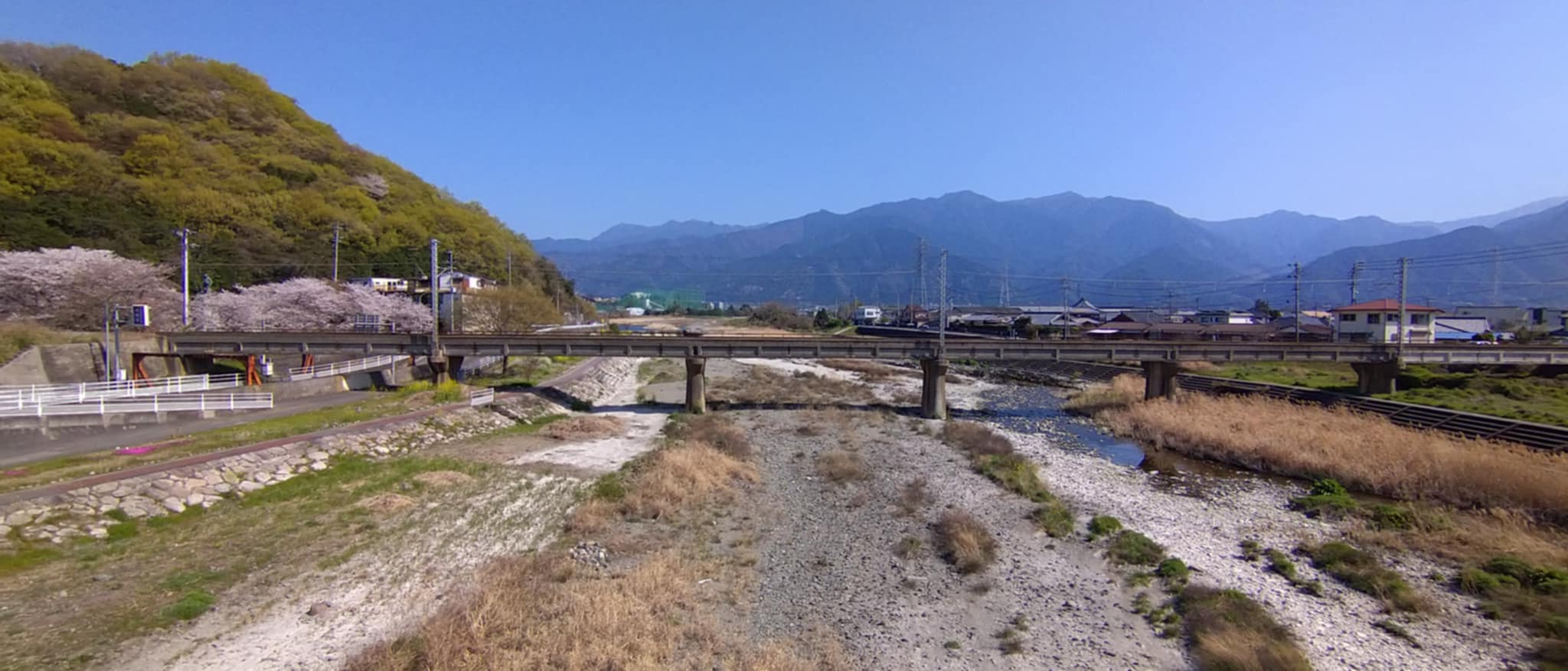
城下橋より上流を望む
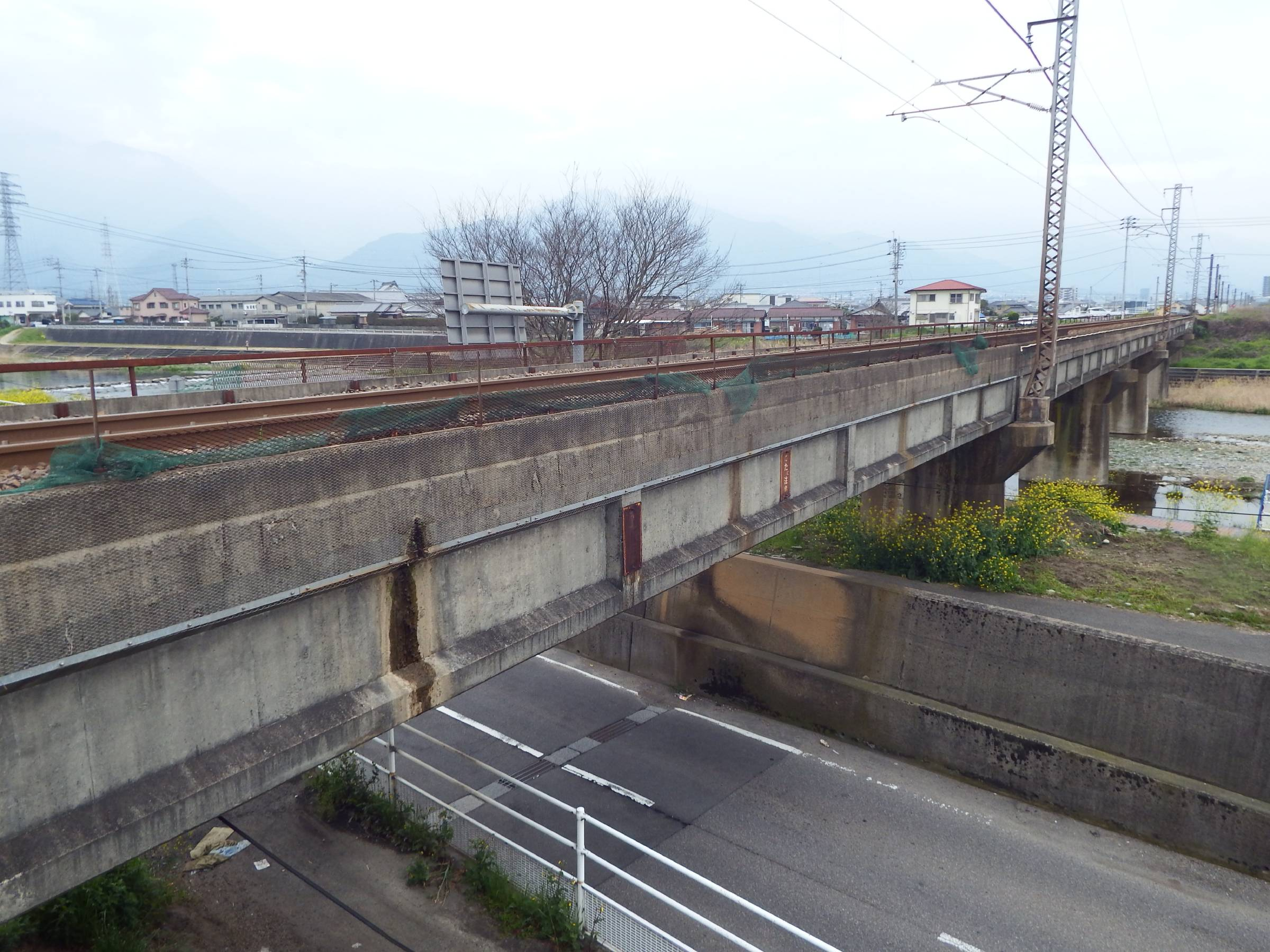
国領川鉄橋
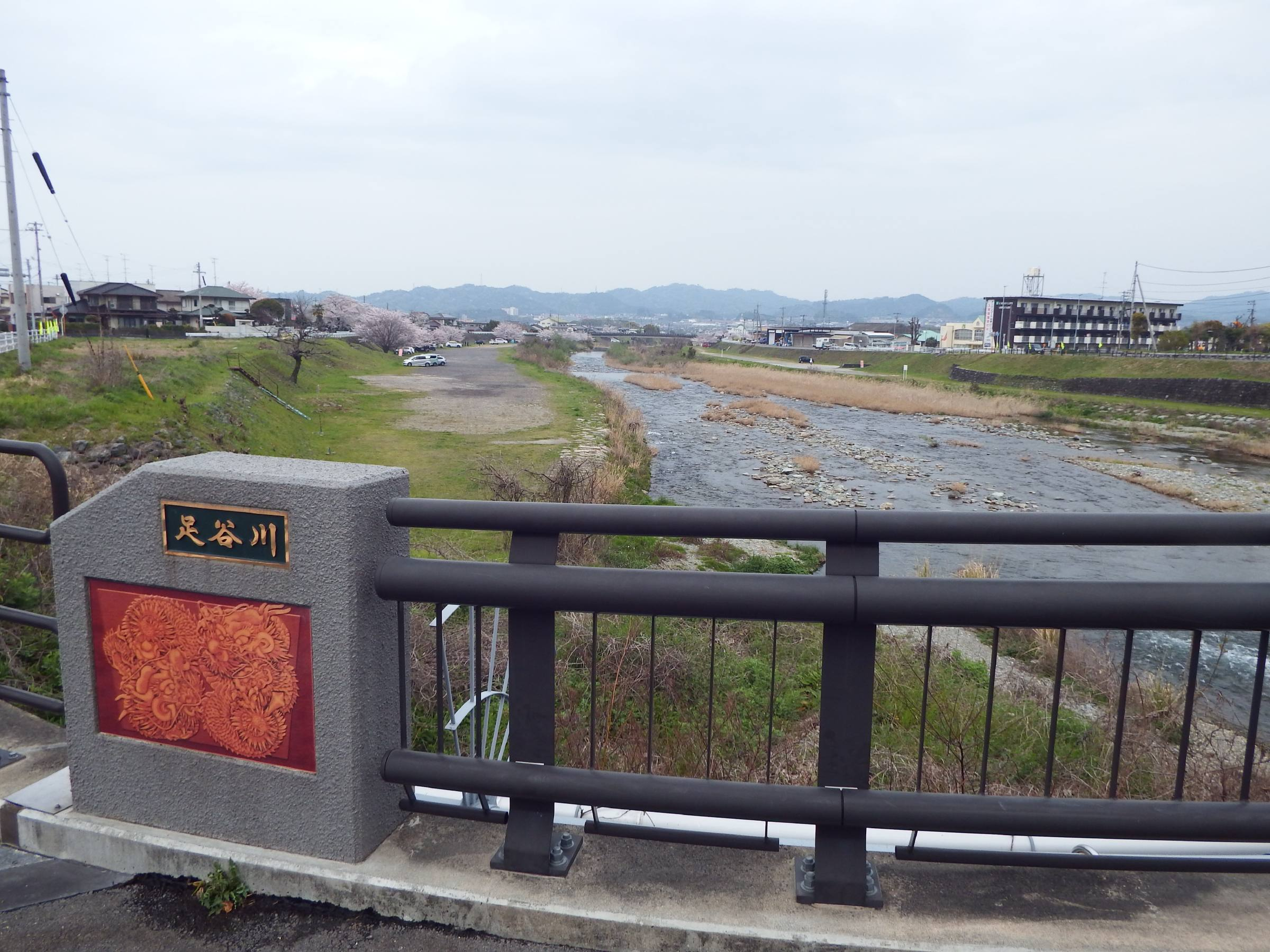
新田橋より下流を望む
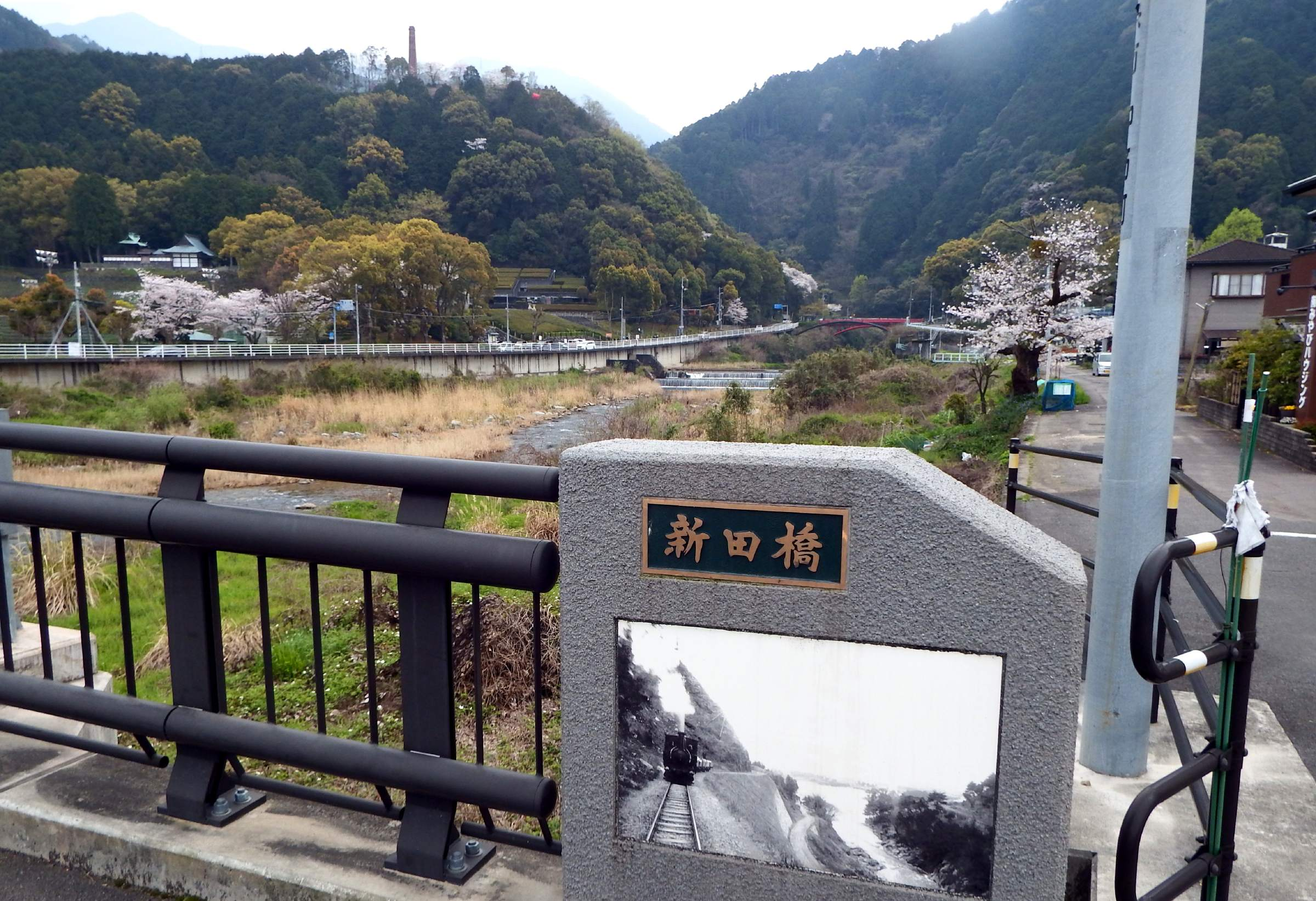
新田橋より上流を望む